# St John’s College w Oksfordzie
St John’s College (Kolegium Św. Jana) – jedno z kolegiów wchodzących w skład Uniwersytetu Oksfordzkiego. Według ostatniego zestawienia tzw. tabeli Norringtona, będącej rankingiem oksfordzkich kolegiów według wyników egzaminów licencjackich, jest najlepszym spośród nich. Zostało założone w 1555 przez zamożnego kupca Thomasa White’a, późniejszego Lorda Burmistrza Londynu. Częścią darowizny White’a dla kolegium była parafia św. Idziego w Oksfordzie, której cały obszar stanowił wcześniej jego własność. Do dziś władze kolegium zachowały formalne prawo rekomendowania biskupowi kandydatów na probostwo w tej parafii. Fundusze St John’s szacowane są na 304 miliony funtów, co czyni je najbogatszym z oksfordzkich kolegiów. Patronem kolegium jest św. Jan Chrzciciel.
Do St John’s College należy ok. 650 studentów, w tym ok. 370 słuchaczy studiów licencjackich oraz ok. 250 magistrantów i doktorantów. Z kolegium związanych też jest ok. 100 pracowników naukowych. Siostrzanym kolegium, na Uniwersytecie w Cambridge, jest Sidney Sussex College.

## Znani absolwenci
- Kingsley Amis – pisarz
- Tony Blair – premier Wielkiej Brytanii
- Edmund Campion – święty katolicki
- książę Akishino – syn cesarza Japonii
- Robert Graves – pisarz
- Ralph Hartley – wynalazca generatora drgań
- John Lanchester – pisarz i dziennikarz
- Philip Larkin – pisarz
- William Laud – arcybiskup Canterbury
- Lester Pearson – kanadyjski polityk i dyplomata, noblista
- Dean Rusk – sekretarz stanu USA
- James Shirley – dramaturg
- Peter Frederick Strawson – filozof
- Jethro Tull – agronom
- Abhisit Vejjajiva – premier Tajlandii
- John Wain – pisarz
- Stephen Wolfram – fizyk i informatyk